# Wrock
Wrock er en forkortelse for Wizard rock. Wizard rock er en musikgenre startet omkring bogserien Harry Potter, hvor bands laver sange om Harry Potter, hans venner og eventyr.
Genren har fået uventet og enorm succes og er i dag en anerkendt genre blandt musikere over hele kloden.
Hundredvis af fans går til koncerter for at genoplive ånden fra bogserien Harry Potter, som afsluttede i sommeren 2007.
| Musik | Spire Denne musikartikel er en spire som bør udbygges. Du er velkommen til at hjælpe Wikipedia ved at udvide den. |

- Wikimedia Commons har flere filer relateret til Wrock